# Азербайджанцы в России

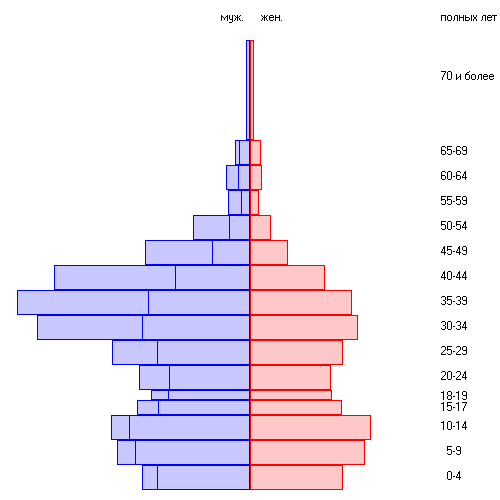
Половозрастная структура азербайджанского населения России. Заметно значительное преобладание мужчин, особенно мужчин активного возраста

Эта статья о азербайджанцах в России. Для расширенного значения смотрите статью Азербайджанцы.
Азербайджанцы в России (азерб. Rusiya azərbaycanlıları) — одно из национальных меньшинств в Российской Федерации. Часть азербайджанцев России проживают компактно в юго-восточной части Дагестана, часть — дисперсно в других регионах, в основном в городской местности. Формирование дагестанских азербайджанцев представляло собой многовековой процесс, усиливавшийся вплоть до XV—XVIII вв. По результатам Всероссийской переписи населения 2002 года, в России проживало 621 840 азербайджанцев; по результатам 2010 года — 603 070 человек; по результатам 2021 года — 474 576 человек.
В Московской декларации, пункт № 40 обязывает обе страны «обеспечивать защиту, сохранение и развитие исторического, культурного и религиозного наследия, а также этнической, языковой и культурной самобытности проживающих на территориях Сторон национальных меньшинств, создавать условия для активного участия их представителей в общественно-политической, культурной и социально-экономической жизни в соответствии с национальным законодательством».

## Дагестан
В 2010 году в Дагестане проживало 130 919 азербайджанцев — это шестая по численности населения этническая группа этого региона. В 2000 году местные власти включили азербайджанцев в Перечень коренных малочисленных народов Дагестана
Большинство азербайджанцев Дагестана живут в городе Дербент, составляя около трети населения этого города и его пригородов и большинство (58,1 %) населения Дербентского района, а также компактно расселены в Табасаранском (19 %), Рутульском (4 %, село Нижний Катрух) и Кизлярском (3 %, сёла Большебредихинское и Персидское) районах. Азербайджанцы проживают также в городах Махачкала, Хасавюрт, Буйнакск, Кизляр.
В Дагестане азербайджанцы имеют собственные газеты и журналы на родном языке, школы, где занятия проводятся на азербайджанском языке, и Азербайджанский государственный драматический театр в Дербенте. Традиционными занятиями азербайджанцев в Дагестане являются ковроткачество, златокузнечное и ювелирное производство, обработка дерева и камня и др..
В этногенезе азербайджанцев Дагестана участвовало как древнее коренное население Кавказской Албании (каспии, касситы, албаны, маскуты и пр.), которое смешалось с вторгавшимися сюда в I тыс. до н. э. ирано- и тюркоязычными племенами (киммерийцы, скифы, сарматы, гунны, болгары, хазары, печенеги), так и иранские и арабские колонисты. Это население впоследствии тюркизировалось благодаря новой волне вторжения тюркоязычных народов (особенно огузов-сельджуков и отчасти кыпчаков) в XI—XIII вв. В XIII—XIV вв. предки дагестанских азербайджанцев испытывали миграционные и цивилизационные катаклизмы, а неоднократные вторжения и переселения выходцев из Азербайджана, в основном из Кубы и Ширвана, в XV—XVIII вв. усиливали этническую основу азербайджанцев Дагестана.
Большинство азербайджанцев в Дагестане исповедуют шиитский ислам.
На протяжении веков азербайджанский язык был лингва-франка южного Дагестана.

### В Дербенте
До начала шестнадцатого века этнический состав Дербента оставался неизменным, пока город не стал частью империи Сефевидов. В 1509 году в Дербенте поселились 500 тюркских караманских семей из Тебриза. Полвека спустя еще 400 семей тюркского племени Баят были переселены в Дербент по приказу шаха Аббаса I. В 1741 году Надир-шах переселил тюркское племя Микри в Дербент. Во время завоевания Петром Великим побережья Каспийского моря в 1722 году город Дербент был преимущественно заселен азербайджанцами.
Северная часть Дербентского района была заселена тюркским племенем терекеме, похожими на племя карапапахов, которые иногда классифицировались как отдельная этническая группа вплоть до двадцатого века. В Дагестане их также иногда называют падарами. Таракама возникла в различных частях Ширвана и была переселена ханом Мухаммедом из Кайтага к северу от города Дербент около 1600 года. С тех пор территория, населенная ими, упоминается как махал (район) Таракама.Район включал 10 деревень. В 1736 году около 300 семей Таракама из Кайтага продвинулись дальше через реку Сулак и поселились в Терекской долине в трех деревнях, где они позднее смешались с кумыками . Они в основном сунниты и говорят на разных азербайджанских языках, близких к диалекту шамахинского.
В 2010 году азербайджанцы составляли 32,3 % от общей численности населения с 38 523 человек.

### В других областях южного Дагестана
В историческом регионе Табасаран этнические азербайджанцы населяют левый берег реки Рубас. Рост и становление этнических азербайджанцев в этом регионе сильно зависели от процессов ассимиляции. В 1876 году многие табасаранцы уже переходили с табасаранского на азербайджанский в качестве своего первого языка.
Кроме того, в средние века население ряда деревень в Табасаране, а именно: Арабляр, Гимейди, Дарваг, Ерси и Кемах, состояло из этнических арабов, которые постепенно поглощались соседним населением, в основном азербайджанцами, такими как Йерси. Таты, в свою очередь, были ассимилированы азербайджанцами в последующие десятилетия. В настоящее время в селе Арабляр, являющемся частью Курахского района, проживают лезгины и азербайджанцы.
В настоящее время этнические азербайджанцы составляют большинство в деревнях Марага, Хили-Пенджик (включая поселение Екраг), Цанак, Арак, Ерси, Дарваг и Зил. Деревни Аркит и Хурвек, а также столица района Хучни являются смешанными азербайджанскими и табасаранскими. Азербайджанцы Цанака, Арака, Ерси и Хучни обычно говорят на двух языках на азербайджанском и табасаранском.
Нижний Катрух - единственная азербайджанская деревня в Рутульском районе. Азербайджанцы Нижнего Катруха считают себя потомками народов Ширвана.
Первая газета в Рутуле «Гизил Чобан», созданная в 1932 году, была напечатана на азербайджанском языке.

## Роль азербайджанского языка и культуры
На протяжении веков азербайджанский язык был языком общения в Южном Дагестане. В шестнадцатом веке он получил широкое распространение в долине Самур, а к девятнадцатому веку азербайджанский язык распространился по всем предгорным и равнинным районам Дагестана и был одним из языков торговли и межэтнического общения, наряду с кумыкским и аварским языками.
По словам дагестанского антрополога Магомедхана Магомедханова, посредством азербайджанского языка жители этого региона «достигли материальных благ, удовлетворения культурных потребностей, а также творческого и духовного вдохновения»
Начиная с 1917 года работы кумыкских авторов демонстрируют влияние азербайджанской литературы.

## В других регионах России
В 1879 году в Астрахани азербайджанцев, известных местному населению как персы или шамахатские татары, насчитывалось около тысячи человек. Азербайджанский нефтяной промышленник, купец первой гильдии Шамси Асадуллаев, основатель по торговым вопросам Асадуллаева, построил нефтяную базу недалеко от Астрахани, в поселении, в настоящее время известном как Асадуллаево.
В 1905 году азербайджанские политические деятели были среди тех, кто создал первую исламскую партию России, Иттифак аль-Муслимин в Нижнем Новгороде. Алимардан Топчибашев, был избран его руководителем. Партия была официально зарегистрирована в 1908 году. На выборах в российский законодательный орган 1906 года в Государственной думе Российской империи было избрано шесть этнических азербайджанцев, еще шесть на выборах в феврале 1907 года и по одному на каждом из следующих выборов.
В течение десятилетий после Второй мировой войны азербайджанцы сыграли значительную роль в развитии российской экономики. Азербайджанский геолог Фарман Салманов, который  обосновался в Москве, обнаружил богатые запасы нефти в Сибири, которые ранее считались маловероятным нефтеносным регионом. В 2019 году международный аэропорт Сургута, третий по загруженности в Западной Сибири, был назван в честь Салманова после онлайн-голосования.
К концу 1990-х годов в России насчитывалось около двух миллионов азербайджанских мигрантов, большинство из которых занималось в основном торговлей овощами и цветами. 800 тыс. мигрантов-азербайджанцев проживало и работало в Москве, из которых 650 тыс. на рынках и в сфере услуг. Остальная часть азербайджанских мигрантов была расселена в других частях России — от Санкт-Петербурга до Владивостока и Норильска на крайнем севере России.
В наше время азербайджанское население имеется практически во всех регионах России, при этом наиболее крупными, по официальным оценкам, являются азербайджанские общины в Дагестане, Москве, Санкт-Петербурге, Тюменской, Московской, Ростовской, Саратовской, Свердловской и Самарской областях, Красноярском и Ставропольском крае и т. д.
Азербайджанцы создали несколько национально-культурных организаций, самой большой из которых является «Всероссийский азербайджанский конгресс» и «АзерРос», объединяющие региональные организации по всей России. В Москве азербайджанский язык и национальная культура изучаются в средней школе № 157. В Москве наибольшее число азербайджанцев проживают в районах Чертаново, Бирюлёво, Сабурово, Дегунино, Преображенское, Измайлово, Гольяново, Соколиная Гора, Вешняки.
По данным журнала Forbes на 2004 год, в число ста самых богатых людей России входили четыре азербайджанца.
Динамика численности азербайджанского населения в РСФСР и России
| 1926   | 1939   | 1959   | 1970   | 1979    | 1989    | 2002    |
| ------ | ------ | ------ | ------ | ------- | ------- | ------- |
| 27 987 | 43 123 | 70 947 | 95 689 | 152 421 | 335 889 | 621 840 |

## Дискриминация
Специалистами в области национальных отношений указывается на наличие случаев бытовой дискриминации и проявлений негативного отношения коренного населения к азербайджанцам, проживающим в России, что расценивается как частный случай «кавказофобии» или, говоря вообще, «мигрантофобии».

## Численность
Доля азербайджанцев по районам на 2010 год по переписи (указаны где их доля больше 5 %):
| азербайджанцы              | '        | '    |
| Дербентский МР             | Дагестан | 60,5 |
| ГО город Дербент           | Дагестан | 34,9 |
| ГО город Дагестанские Огни | Дагестан | 23,1 |
| Табасаранский МР           | Дагестан | 18,4 |